# Türk Telekomspor (basket-ball)
Le Türk Telekomspor est un club turc de basket-ball évoluant en Süper Ligi, soit la première division du championnat de Turquie. Le club, section du club omnisports Türk Telekomspor, est basé dans la ville d'Ankara.

## Palmarès
- Coupe de Turquie: 2008

- Vainqueur de la Coupe du Président : 1996

## Entraîneurs successifs

Ancien logo.

- Depuis 2021 :  Henrik Rödl
- 2018-2021 :  Burak Gören (it)[2]
- 2015-2016 :  Hakan Demir (it)
- 2014-2015 :  Ercüment Sunter
- 2013-2014 :  Ertuğrul Erdoğan
- 2013 :  Josip Vranković
- 1996-1998 :  Ergin Ataman

## Effectif actuel (2021-2022)
| Poste       | N° | Joueur              | Pays                   | Taille | Age |
| ----------- | -- | ------------------- | ---------------------- | ------ | --- |
| Arrière     | 2  | Alex Pérez          | Drapeau des États-Unis | 1,91 m | 28  |
| Ailier      | 3  | Aaron Harrison      | Drapeau des États-Unis | 1,98 m | 27  |
| Meneur      | 5  | Anthony Clemmons    | Drapeau des États-Unis | 1,88 m | 27  |
| Ailier      | 6  | Erdi Gülaslan       | Drapeau de la Turquie  | 2,02 m | 27  |
| Pivot       | 9  | Samet Geyik         | Drapeau de la Turquie  | 2,06 m | 28  |
| Ailier fort | 10 | Berk Demir          | Drapeau de la Turquie  | 2,04 m | 26  |
| Meneur      | 11 | Tyler Ennis         | Drapeau du Canada      | 1,88 m | 27  |
| Pivot       | 21 | Octavius Ellis      | Drapeau des États-Unis | 2,08 m | 28  |
| Ailier      | 24 | Aubrey Dawkins      | Drapeau des États-Unis | 2,01 m | 26  |
| Pivot       | 25 | JaJuan Johnson      | Drapeau des États-Unis | 2,08 m | 32  |
| Arrière     | 30 | Dorukhan Engindeniz | Drapeau de la Turquie  | 1,90 m | 29  |
| Meneur      | 44 | Can Öğüt            | Drapeau de la Turquie  | 1,78 m | 29  |
| Arrière     | 59 | Burak Gözeneli      | Drapeau de la Turquie  | 1,90 m | 21  |
| Pivot       | 77 | Saadettin Donat     | Drapeau de la Turquie  | 2,04 m | 20  |